# Cooper Car Company
Cooper Car Company fue una empresa automotriz británica fundada en 1947 por Charles Cooper y por su hijo John Cooper. Juntos, comenzaron construyendo automóviles en el pequeño garaje de Charles en Surbiton (Surrey, Inglaterra) en 1947. A finales de los años 50 y principios de los 60, alcanzaron los más altos niveles de las carreras automovilísticas, mientras sus carros de motor trasero y un solo asiento cambiaban la faz de Fórmula 1 y las 500 Millas de Indianápolis, y sus sedanes dominaban los rallies. Gracias en parte al legado de los Cooper, el Reino Unido sigue contando con una industria automovilística competitiva exitosa, y el nombre de Cooper vive en el MINI actual, construido en Inglaterra por BMW.

## De la necesidad, innovación
Los primeros automóviles construidos por los Cooper eran monoplazas de 500 cc y un solo asiento, manejados por John Cooper y Eric Brandon, usando un motor de motocicleta JAP. Debido a que los materiales eran escasos inmediatamente después de la Segunda Guerra Mundial, los vehículos eran construidos uniendo los frontales de dos viejos Fiat Topolino. Según John Cooper, el toque particular que convertiría a los Cooper en leyenda automovilística —ubicar el motor detrás del piloto— fue simplemente práctico en el momento. Debido a que el auto poseía el motor de una moto, les pareció más conveniente que el motor fuese en la parte posterior, manejando con una cadena.
Llamado el Cooper 500, el éxito de este auto en la pista creó una demanda instantánea de otros pilotos (incluyendo, a través de los años, Stirling Moss, Peter Collins y Bernie Ecclestone) y llevó al establecimiento de la Cooper Car Company, para poder cubrir la demanda. El negocio creció, proveyendo una entrada asequible al deporte automotor para prácticamente cualquier aspirante a piloto británico. Los Cooper 500, construidos con partes rescatadas de barracas militares y fábricas de aviones y montados con una serie de distintos motores de motocicleta, ganaron 64 de los 78 grandes eventos automovilísticos entre 1951 y 1954.
El Fórmula 2 Cooper Bristol de motor frontal fue piloteado por varios conductores legendarios—entre ellos Juan Manuel Fangio y Mike Hawthorn—y mejoraron la creciente reputación de la compañía, apareciendo en las carreras de nuevo Campeonato Mundial a partir de 1950. Pero no fue hasta que la compañía comenzó a construir monoplazas de carreras con motor trasero en 1955 que se dieron cuenta de los beneficios del motor trasero. Basándose en los carros de 500 cc con un motor Coventry Climax modificado, estos eran llamados "Bobtails". Al tener un centro de gravedad más cercano al centro del auto, descubrieron que era menos probable quedarse virando en la pista, y mucho más efectivo a la hora de medir el poder a larga distancia. Por tanto, decidieron construir una versión de asiento único y comenzaron a participar en carreras de Fórmula 2.

## Revolución de motor trasero
Jack Brabham llamó la atención cuando consiguió el sexto lugar en el Gran Premio de Mónaco de 1957 en un Fórmula 2 de la marca Cooper de motor trasero, denominado Cooper T43. Pero cuando Stirling Moss ganó el Gran Premio de Argentina de 1958 en el Cooper inscrito de forma privada por Rob Walker y luego Maurice Trintignant duplicó la hazaña en la próxima carrera en Mónaco, el mundo de las carreras estaba anonadado; la revolución de motores traseros había comenzado. El siguiente año, 1959, Brabham y el equipo de fábrica de Cooper fueron los primeros en ganar el Campeonato Mundial de Fórmula 1 en un auto de motor trasero. Equipo y piloto repitieron el logro en 1960, y todos los campeones mundiales desde entonces se han sentado delante de sus motores.

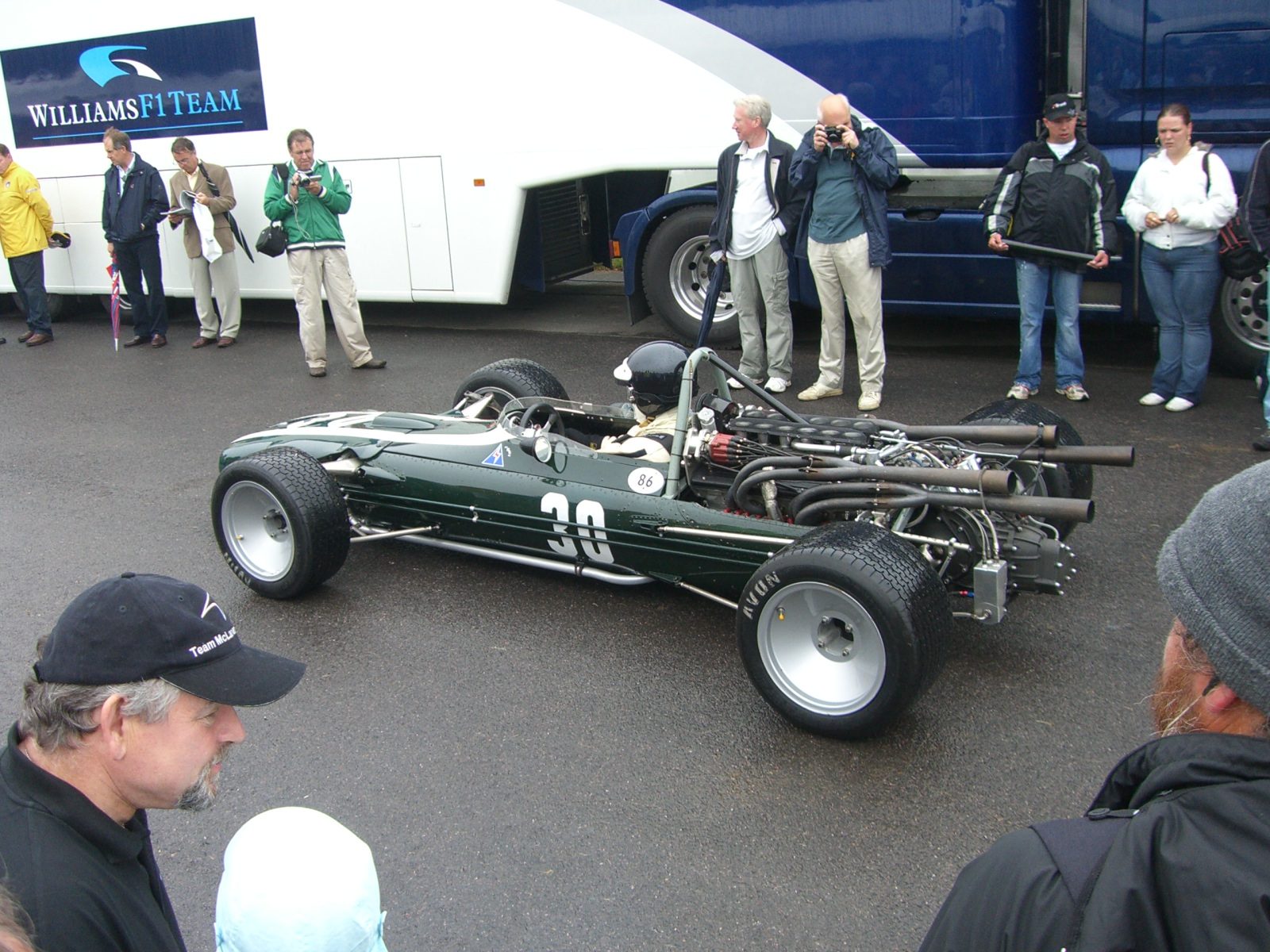
Cooper T86 Maserati (1967), de Jochen Rindt.

Brabham llevó el Cooper ganador del campeonato a Indy 500, en versión ligeramente modificada, en 1961. El auto de Europa fue el hazmerreír de los otros equipos, pero llegó a alcanzar el tercer lugar y terminó de noveno. Tomó unos cuantos años, pero el mundo de carreras de Indianápolis gradualmente se dio cuenta de que los días de sus bólidos de motor frontal estaban contados. Comenzando con Jim Clark, quien manejó un Lotus de motor trasero en 1965, cada ganador de Indianápolis 500 ha tenido el motor trasero. La revolución causada por un pequeño Cooper 500 cc manejado con una cadena estaba realizada.
Para el momento en el que todos los fabricantes de monoplazas comenzaron a crear bólidos  de motor trasero, la practicidad e inteligencia de los monoplazas de Cooper estaba siendo sobrepasada por la tecnología sofisticada de Lola, Lotus, BRM y Ferrari. La decadencia del equipo de Cooper fue acelerado cuando John Cooper fue seriamente herido en un accidente vial en 1963 y Charles Cooper murió en 1964. Su última victoria de Fórmula 1 fue obtenida por el piloto mexicano Pedro Rodríguez en el Gran Premio de Sudáfrica de 1967. En total, los Cooper participaron en 129 eventos del Campeonato Mundial de Fórmula 1 en nueve años, ganando 16 carreras.
Luego de la muerte de su padre, John Cooper vendió el equipo de Fórmula 1 al Chipstead Motor Group en abril de 1965.

## Resultados

### Fórmula 1

#### Victorias
| Año  | País                            | Piloto              | Fecha            |
| ---- | ------------------------------- | ------------------- | ---------------- |
| 1958 | Gran Premio de Argentina        | Stirling Moss       | 19 de enero      |
| 1958 | Gran Premio de Mónaco           | Maurice Trintignant | 18 de mayo       |
| 1959 | Gran Premio de Mónaco           | Jack Brabham        | 10 de mayo       |
| 1959 | Gran Premio de Gran Bretaña     | Jack Brabham        | 18 de julio      |
| 1959 | Gran Premio de Portugal         | Stirling Moss       | 23 de agosto     |
| 1959 | Gran Premio de Italia           | Stirling Moss       | 13 de septiembre |
| 1959 | Gran Premio de Estados Unidos   | Bruce McLaren       | 12 de diciembre  |
| 1960 | Gran Premio de Argentina        | Bruce McLaren       | 7 de febrero     |
| 1960 | Gran Premio de los Países Bajos | Jack Brabham        | 6 de junio       |
| 1960 | Gran Premio de Bélgica          | Jack Brabham        | 19 de junio      |
| 1960 | Gran Premio de Francia          | Jack Brabham        | 3 de julio       |
| 1960 | Gran Premio de Gran Bretaña     | Jack Brabham        | 16 de julio      |
| 1960 | Gran Premio de Portugal         | Jack Brabham        | 14 de agosto     |
| 1962 | Gran Premio de Mónaco           | Bruce McLaren       | 3 de junio       |
| 1966 | Gran Premio de México           | John Surtees        | 23 de octubre    |
| 1967 | Gran Premio de Sudáfrica        | Pedro Rodríguez     | 2 de enero       |

## Legado del Mini
Mientras la fortuna de la compañía en Fórmula 1 decrecía, un auto ideado por John Cooper, el Mini Cooper—introducido en 1961 como una evolución del diseño de la British Motor Corporation y Alec Issigonis, el Mini, pero con un motor más poderoso, nuevos frenos y un acabado distintivo—continuó dominando en rallies a través de los 1960, ganando muchos campeonatos en 1964, 1965 y 1967, más que todo en Montecarlo.
Numerosas versiones del Mini marcadas como "Cooper" y varios kits de conversión Cooper han sido (y continúan siendo) vendidos por compañías diversas. El actual Mini, en producción desde el año 2001, tiene los modelos Cooper y Cooper S y variedad de paquetes de expansión y personalización llamados John Cooper Works.